# Уоринер, Джереми
Джереми Мэтью Уоринер (англ. Jeremy Mathew Wariner, род. 31 января 1984 года в Ирвинге, штат Техас, США) — американский бегун, специализирующийся на дистанции 400 м, трёхкратный олимпийский чемпион и пятикратный чемпион мира.

## Профессиональная карьера
В 2002 году Джереми стал чемпионом страны по спринту на дистанциях в 200 и 400 метров. Кроме того, спортсмен смог превысить юниорские рекорды на данных дистанциях, чем привлек внимание специалистов. Поступив в Baylor University, Уоринер сразу же зарекомендовал себя как отменный атлет. Его тренерами стали Клайд Харт (тренер Майкла Джонсона) и девятикратный чемпион мира Майкл Джонсон. Блестяще выступив в 2004 году на многих престижных национальных турнирах, Джереми Уоринер стал основным фаворитом на предстоящей Олимпиаде в Афинах. В финале американский бегун выиграл его с личным рекордом (44.00 секунды). А пробежав третий этап в эстафете 4×400, Уоринер помог американской команде прийти к финишу первой и, таким образом, завоевал своё второе золото.
Следующую серьёзную победу Джереми одержал в 2005 году на чемпионате мира в Хельсинки, где, несмотря на холодную, дождливую погоду, сумел финишировать первым на четырёхсотметровке с результатом 43.93 секунды. А затем стал главным творцом успеха команды США, победившей в эстафете 4x400.
В начале 2006 года Уоринер, на дистанции 200 м, улучшил свой личный рекорд до 20.19 секунд. А в конце года Джереми побил своё лучшее достижение на 400 метрах (43.62 секунды) на Олимпийском стадионе в Риме. Вместе с Асафой Пауэллом (100 м) и Саней Ричардс (400 м, женщины) он победил в шестом соревновании в рамках Золотой Лиги ИААФ (400 м) в течение одного сезона, пополнив, тем самым, свой лицевой счёт на $250,000.
Всё лето 2007 года американский спортсмен доминировал на своей любимой дистанции. Кульминацией стал Чемпионат мира в Осаке, где 31 августа 2007 года он победил на 400-метровке, обновив свой личный рекорд (43.45) до третьего в истории (до него лишь Майкл Джонсон и Батч Рейнольдс бежали быстрее).
На Олимпиаде в Пекине Уоринер квалифицировался на финальный забег с результатом 44,12 сек, снизив темп бега на последних 50 метрах, чтобы приберечь силы на финал. Специалисты считали, что он сможет побить мировой рекорд Майкла Джонсона, однако вместо этого Уоринер взял только серебро, неожиданно проиграв Лашону Мерритту почти секунду. Третье место занял ещё один представитель США Дэвид Невилл, обеспечив полное превосходство американской команды на дистанции 400 м.
За свою спортивную карьеру Уоринер около 50 раз выбегал из 45 с, и около 10 раз — из 44 с на дистанции 400 м.

## Персональные данные
- рост: 183 см
- вес: 70 кг

## Личные рекорды
| Дистанция | Результат | Место                  | Дата            |
| --------- | --------- | ---------------------- | --------------- |
| 200 м     | 20.19 сек | Карсон,Калифорния, США | 21 мая 2006     |
| 300 м     | 31.72 сек | Острава,Чехия          | 12 июня 2008    |
| 400 м     | 43.45 сек | Осака, Япония          | 31 августа 2007 |